# Henry Scott Tuke
Henry Scott Tuke (York, 12 de junho de 1858 - Falmouth, 13 de março de 1929) foi um artista britânico, tendo-se destacado na pintura, mas também na fotografia. O seu trabalho mais notável foi no estilo impressionista, e é provavelmente mais conhecido pelas suas pinturas de meninos e de rapazes nus.
Nasceu numa família quaker em Lawrence Street, em York, na Inglaterra. Foi o segundo filho de Daniel Hack Tuke (1827-1895) e de Strickney Maria (1826-1917). Em 1859, a família mudou-se para Falmouth, onde Daniel Tuke, médico, estabeleceu consultório. A irmã de Tuke e sua biógrafa, Maria Tuke Sainsbury (1861-1947), nasceu em Falmouth. Tuke foi incentivada a desenhar e pintar desde tenra idade, e alguns dos seus primeiros desenhos, de quando ele tinha quatro ou cinco anos, foram publicados em 1895. Em 1870, Tuke juntou-se ao seu irmão William na escola quaker Irwin Sharps Weston-super-Mare, e lá permaneceu até aos dezasseis anos.
Em 1875, Tuke matriculou-se na Slade School of Art para aprender com Alphonse Legros e Sir Edward Poynter. Inicialmente, o seu pai pagou as suas despesas dos estudos, mas em 1877 Tuke ganhou uma bolsa que lhe permitiu continuar a sua formação na Slade e em Itália, em 1880.  De 1881 a 1883, esteve em Paris, onde conheceu Jules Bastien-Lepage, que o encorajou a pintar en plein air. Enquanto estudava em França, Tuke decidiu mudar-se para Newlyn, na Cornualha, onde muitos dos seus amigos parisienses e Slade se tinham juntado para fundar a Escola Newlyn de pintores. Enquanto lá esteve, recebeu várias encomendas lucrativas, depois de expor o seu trabalho na Royal Academy of Art, em Londres.
Em 1885, Tuke retornou a Falmouth, onde trabalhou em muitas das suas principais obras. Tuke tornou-se um artista reconhecido e foi eleito membro titular da Academia Real, em 1914. Em 1928, Tuke sofreu um ataque cardíaco e morreu em março de 1929.  No final da sua vida, Tuke estava já consciente de que o seu trabalho estava fora de moda. No seu testamento deixou quantidades generosas de dinheiro para alguns dos homens que, durante a juventude, haviam sido seus modelos. Hoje é recordado principalmente pelas suas pinturas a óleo de jovens, mas para além do seu trabalho como pintor figurativo, a sua obra relacionada com o mar ficou também famosa. Tuke foi um prolífico artista, conhecendo-se-lhe mais de 1.300 obras, sendo que continuam a ser descobertas novas obras da sua autoria.

## Juventude

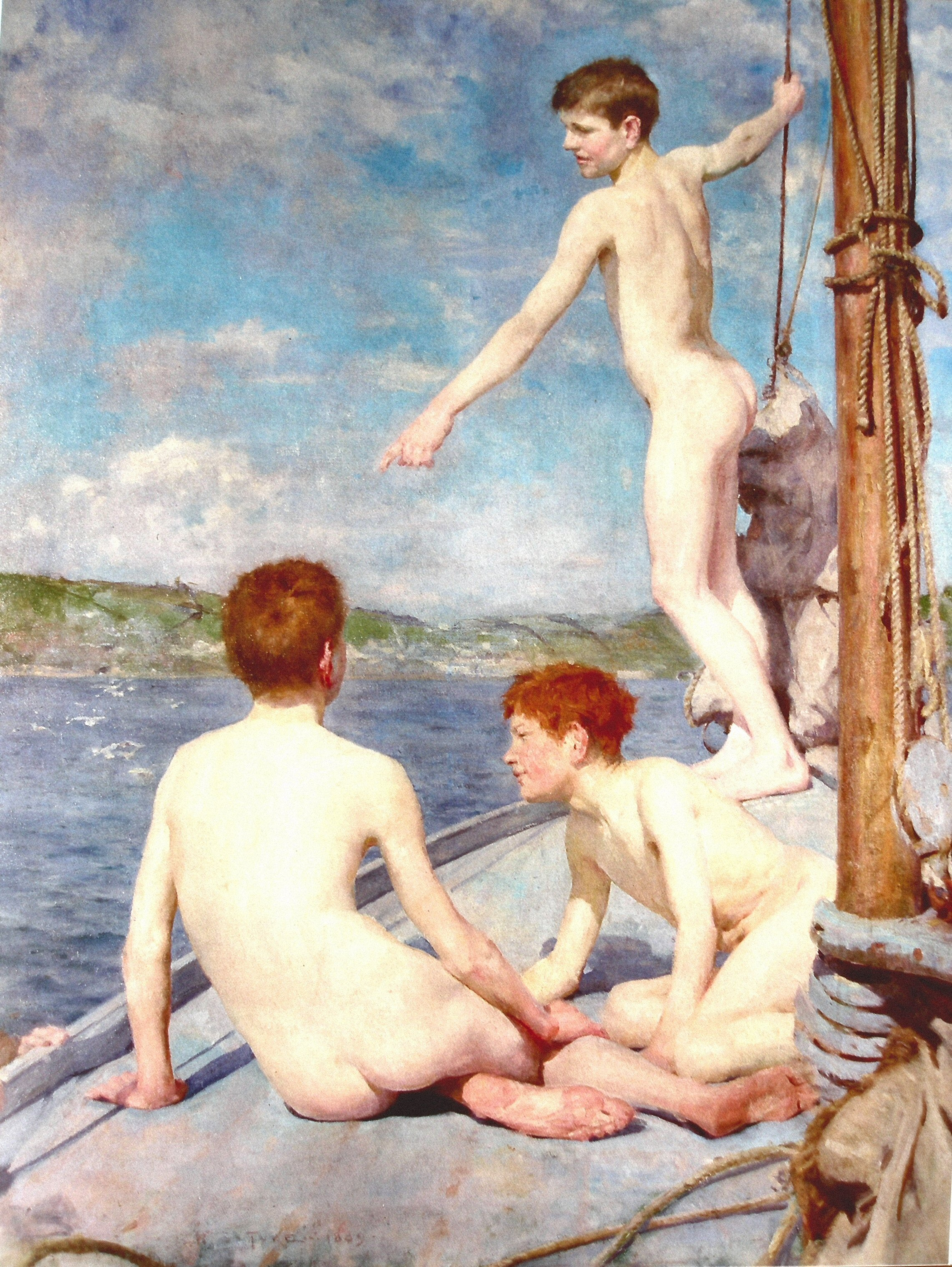
Henry Scott Tuke, "The Bathers" 1888

Tuke nasceu na Rua Lawrence, em York, no seio de uma família quaker proeminente. O seu irmão William Samuel Yuke nasceu dois anos antes, em 1856. O seu pai, Daniel Hack Tuke, um médico bem conhecido, especializado em psiquiatria, foi um ativista na promoção do tratamento de dementes. O seu trisavô William Tuke tinha fundado o Retiro de York, um dos primeiros hospícios modernos, em 1796. O seu bisavô Henry Tuke, o seu avô Samuel Tuke e o seu tio James Corte Tuke, foram também famosos ativistas sociais. A ascendência da família Tuke pode ser seguida até Sir Brian Tuke, que serviu como conselheiro do rei Henrique VIII da Inglaterra (em substituição de Sir Thomas More).
Em 1859, a família mudou-se para Falmouth, na Cornualha, na esperança de que o clima mais ameno beneficiasse o pai de Tuke, Daniel, que apresentava sintomas de tuberculose. Daniel sobreviveu e acabou por viver até os 68 anos. Abriu um pequeno consultório na sua casa, em Wood Lane.  A irmã de Henry, Maria Sainsbury Tuke (1861-1947) que escreveu a biografia do irmão após a sua morte, nasceu nesta casa. O seu irmão, William, decidiu estudar medicina, como o pai, mas Henry, ou Harry como era chamado pela família, não demonstrou qualquer interesse nessa profissão. Tuke foi incentivada a desenhar e pintar desde tenra idade. Tuke e os seus irmãos aprenderam a ler, escrever e contar com uma governanta, em casa. Maria descreveu a sua infância em Falmouth como "muito feliz e saudável"  e os longos dias de verão passados na praia e a nadar no mar tiveram um efeito duradouro sobre o jovem Tuke, que aí colecionou recordações e amizades firmes e duradouras.
Em 1874, com 21 anos, Tuke mudou-se para Londres, onde se matriculou na Slade School of Art. Tinha sido em Falmouth que o jovem Tuke havia descoberto os prazeres do banho nu no mar, um hábito que manteve até à velhice. Em 1880, depois de se formar, viajou para Itália, e no período de 1881 a 1883 viveu em Paris, onde estudou com o pintor de temas históricos franceses Jean-Paul Laurens e conheceu o pintor americano John Singer Sargent (que também era um pintor de nus masculinos, embora esse facto não fosse conhecido durante a sua vida).
Durante a década de 1880, Tuke conheceu Oscar Wilde e outros poetas e escritores  proeminentes, como John Addington Symonds, a maioria dos quais eram homossexuais (então conhecidos como uranianos), que também enalteciam o adolescente masculino. Tuke escreveu um "soneto para a juventude", que foi publicado anonimamente em The Artist,  e também contribuiu com um ensaio para The Studio. 

## A Escola de Newlyn

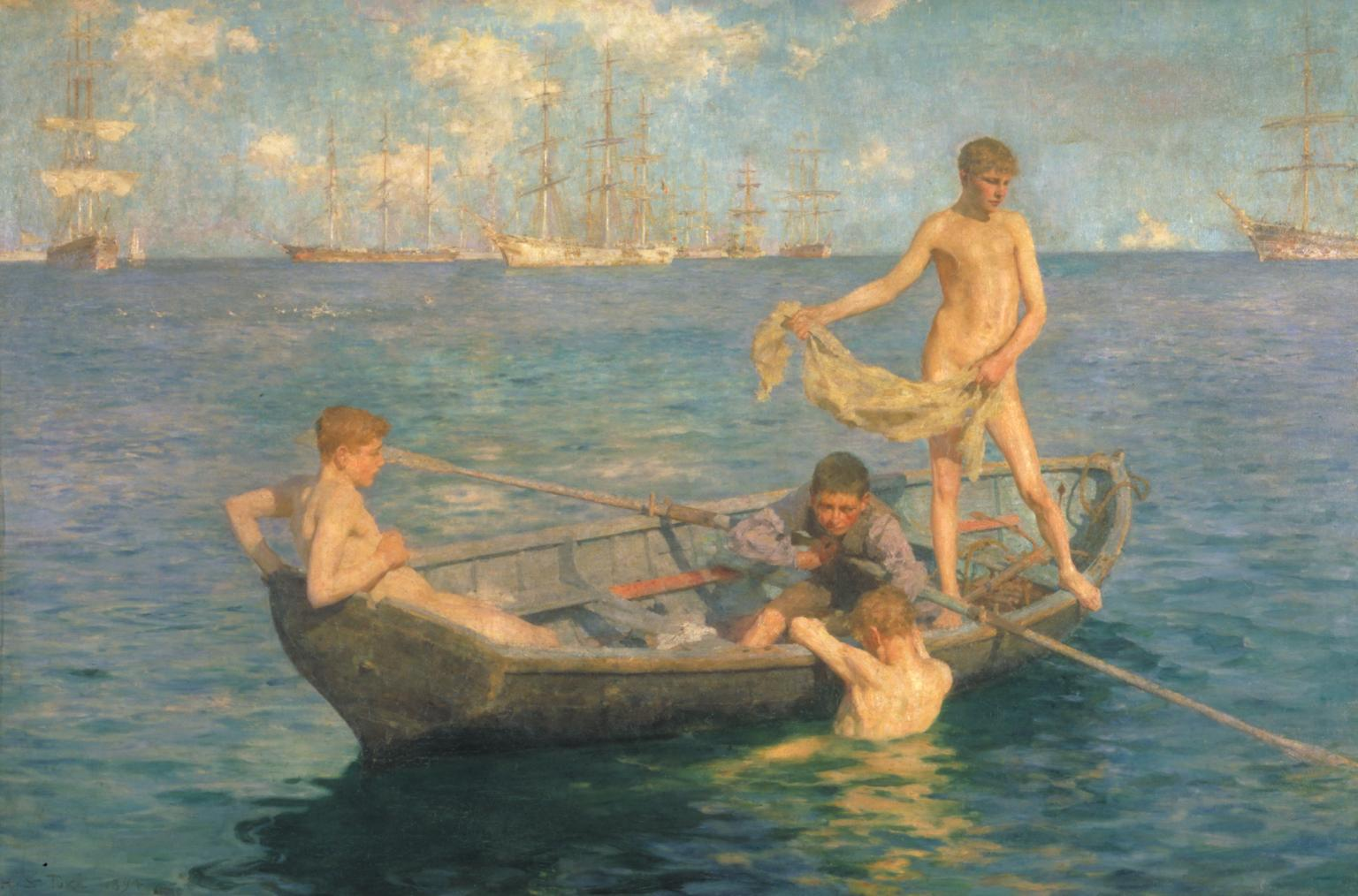
Henry Scott Tuke, "August Blue," 1893

Em 1883, Tuke retornou à Grã-Bretanha e mudou-se para Newlyn, na Cornualha juntando-se a uma pequena colónia de artistas. Entre eles, estavam Walter Langley, Albert Chevallier Tayler e Thomas Cooper Gotch, um pintor de meninas, de quem Tuke se tornou um grande amigo. Este grupo de pintores são atualmente conhecidos pelos historiadores de arte como a Escola de Newlyn. Tuke instalou-se na Rose Cottage, em Tregadgwith Farm, Cornualha, ao cimo do vale Lamorna.
Em Newlyn, Tuke pintou o seu primeiro quadro da temática rapazes e barcos. Pintado em 1884, e denominado "Summertime", mostra dois rapazes da região, John Wesley Kitching e John  Cotton numa barca chamada "Little Argo". O estilo de Tuke era mais impressionista do que o dos os pintores de Newlyn e ele acabou por permanecer com eles pouco tempo. No entanto, ele continuou amigo de muitos dos artistas por mais de trinta anos.

## Falmouth

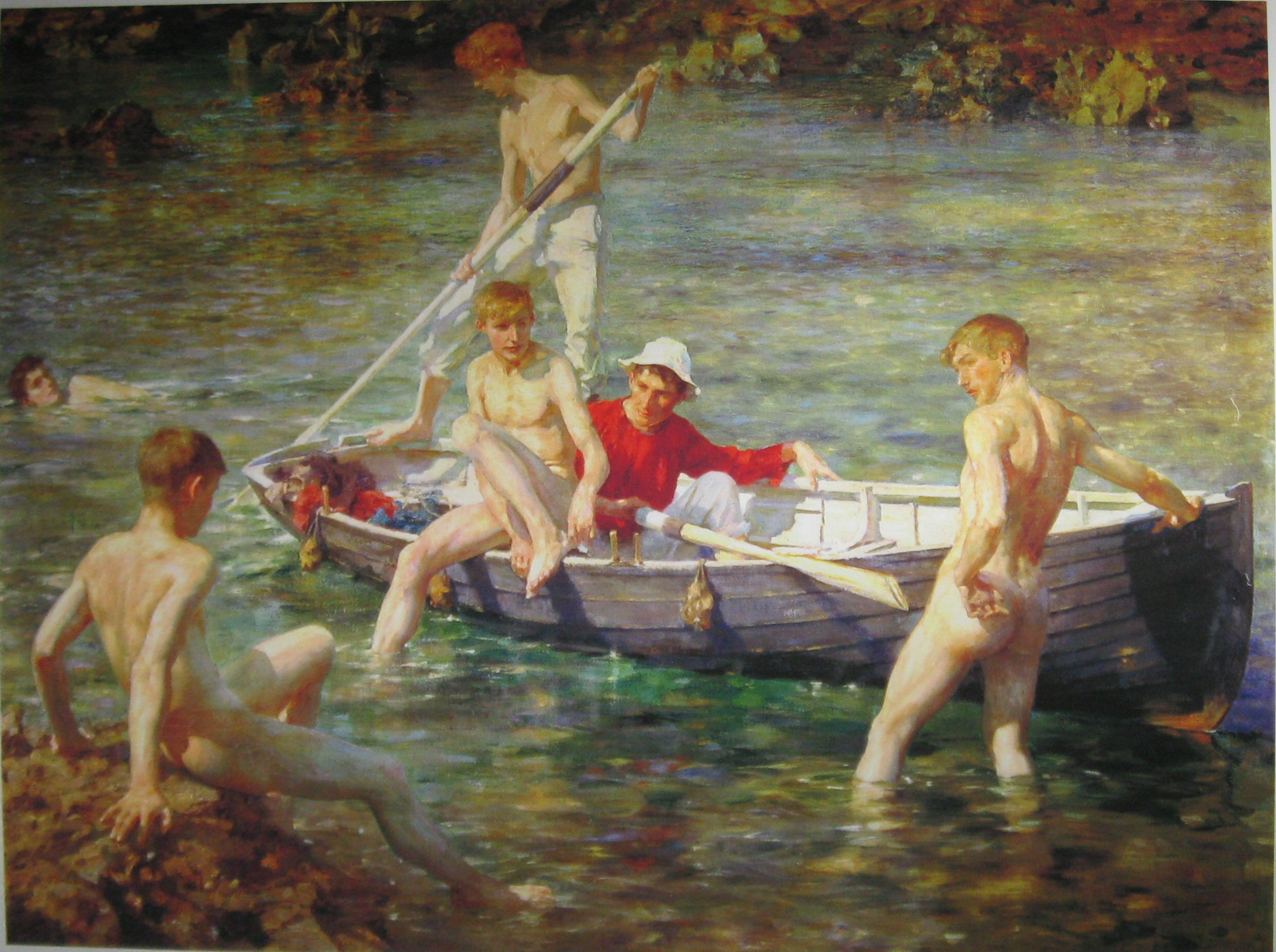
Henry Scott Tuke, "Ruby, gold and malachite," 1902

Tuke tinha pintado estudos a óleo de jovens nus masculinos durante uma viagem pela Itália, em 1881, mas o tema não se tornou central para o seu trabalho até 1885, quando se mudou para Falmouth, então ainda uma parte isolada da Cornualha mas com um clima muito ameno, mais agradável para banhos nus. Em Falmouth, Tuke interessou-se especialmente por cenas marítimas e retratos que mostravam rapazes e homens jovens a tomar banho, a pescar e a apanhar sol em praias ensolaradas.
Foi viver para Swanpool, um porto de pesca, comprou um barco de pesca por 40 libras e converteu-o no seu estúdio flutuante e casa de habitação. Aqui, conseguiu saciar a sua paixão pela pintura de rapazes.  Os seus primeiros modelos vinham de Londres, mas pouco depois de chegar fez amizade com alguns dos pescadores locais e nadadores de Falmouth, que se tornaram seus grandes amigos e modelos. Entre eles contava-se Edward John "Johnny" Jackett (1878-1935), Charlie Mitchell (1885-1957), que reparava os barcos de Tuke, Willie Sainsbury, sobrinho mais velho de Tuke, Leo Marshall, Georgie e Richard Fouracre, George Williams, o filho mais novo dos seus vizinhos, Maurice Clift, sobrinho de um amigo da família, Ainsley Marks, Jack Rowling, Freddy Hall, Bert White e Harry Cleave Uma vez que Tuke costumava trocar as cabeças e os corpos dos seus modelos nos seus quadros, é muitas vezes impossível identificar exatamente cada figura das suas obras. Todos os modelos habituais de Tuke acabaram por ser mobilizados durante a Primeira Guerra Mundial, e alguns não retornaram, incluindo Maurice Clift, um modelo para o quadro August Blue , que foi morto em França.
Tuke ia muitas vezes a Londres, pois Falmouth tinha uma boa ligação ferroviária com a capital, pelo que nunca esteve isolado do mundo da arte de Londres.  Pintou inúmeros retratos de figuras da sociedade, autoridades locais e membros do seu círculo familiar. Também pintou muitas paisagens, obras mais comerciais, e era bem considerado como pintor de navios à vela. Henry Scott Tuke foi eleito Associado da Royal Academy em 1900 e Académico Real em 1914.

## Estilo
Tuke preferia pinceladas ásperas, visíveis, numa época em que um acabamento suave e polido era favorecido pelos pintores e críticos na moda. Tinha uma forte sensibilidade para a cor e destacou-se na representação da luz natural, em particular da luz do sol, a frágil e suave luz do verão Inglês. Embora muitas vezes Tuke terminasse os seus quadros em estúdio, as fotografias da época revelam que ele trabalhava principalmente ao ar livre, o que pode explicar a sua frescura de cor e os efeitos realistas da luz solar refletida pelo mar sobre a pele nua dos seus modelos.

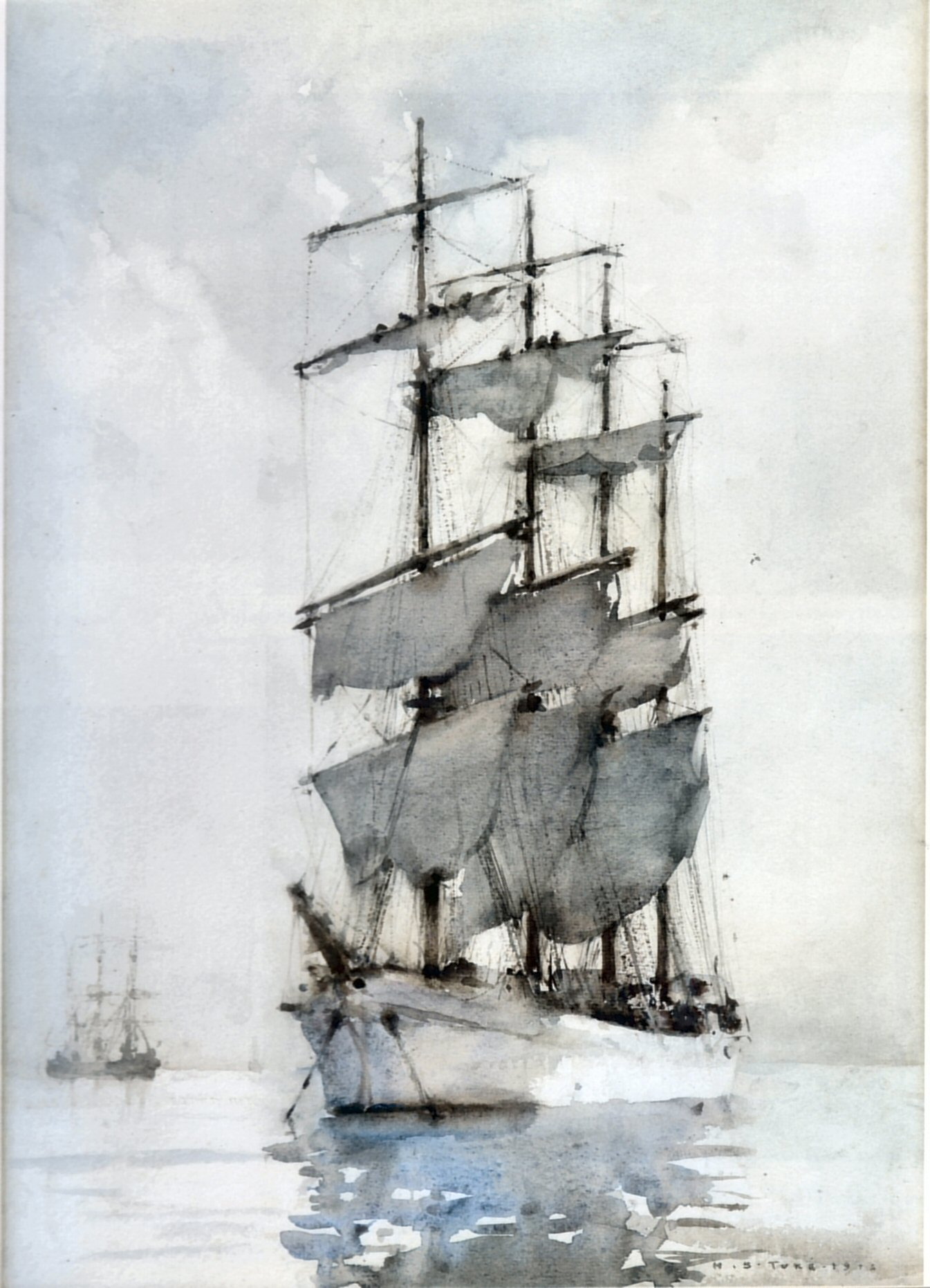
Four Masted Barque, 1914

Nas suas primeiras obras, Tuke colocou os seus nus masculinos em contextos mitológicos, mas os críticos acharam essas obras demasiado formais, sem vida e flácidas.  A partir da década de 1890, Tuke abandonou os temas mitológicos e começou a pintar os rapazes locais a pescar, a velejar, a nadar e mergulhar, e também começou a pintar num estilo mais naturalista. A sua técnica de pintura tornou-se mais livre, e começou a usar cores mais fortes e frescas. Uma das suas melhores (e mais conhecidas) obras deste período é August Blue  (1893-1894), um estudo de quatro jovens, na sua maioria nus, tomando banho a partir de um barco. O artista de Looe, Lindsay Symington (1872-1942), serviu de modelo para o rapaz loiro que se segura ao barco, dentro de água. Embora normalmente não fosse modelo, Symington era um bom amigo de Tuke, que muitas vezes visitar a família de Symington, na sua casa Pixies'Holt, em Dartmeet.  Tuke também pintou alguns nus femininos, mas estes quadros não foram tão bem recebidos como os seus nus masculinos.
Embora as pinturas de jovens nus de Tuke fossem, sem dúvida, apelativas para os seus amigos e compradores de arte homossexuais, não tinham caráter explicitamente sexual. Os genitais dos modelos quase nunca são mostrados, quase nunca existe contato físico entre os rapazes, e nunca há qualquer sugestão explícita de sexualidade.  A maior parte das pinturas apresenta os modelos nus de pé ou agachados sobre a praia, de frente para o mar e de costas para o observador.
Tuke é também considerado um artista marítimo importante. Ao longo dos anos, pintou muitos veleiros majestosos (que foram usados regularmente até à década de 1930), usando principalmente a técnica da aguarela. Tuke deixava-se fascinar frequentemente pela beleza de um navio com os mastros completamente aparelhados, e conseguia, dedes a infância, desenhá-los de memória. A sua decisão de mudar-se para Falmouth em 1885 foi, em parte, influenciada pela presença constante de navios.
Tuke desfrutou de considerável reputação e ganhou dinheiro suficiente com suas pinturas para lhe permitir viajar para o estrangeiro e pintar em França, Itália e nas Índias Ocidentais. Em 1900, realizou-se em sua honra um banquete na Royal Cornwall Polytechnic Society. Tuke foi eleito para a Royal Academy of Arts em 1914.
Os melhores exemplares dos seus nus masculinos foram comprados por galerias de arte importantes, incluindo a obra The Bathers, pela Leeds Art Gallery e August Blue, pelo Tate, em Londres. Mas também ficou conhecido como retratista, e manteve um estúdio em Londres para trabalhar nos retratos que lhe encomendavam. Entre os seus melhores retratos, está o do soldado e escritor T. E. Lawrence ("Lawrence da Arábia").

## Morte

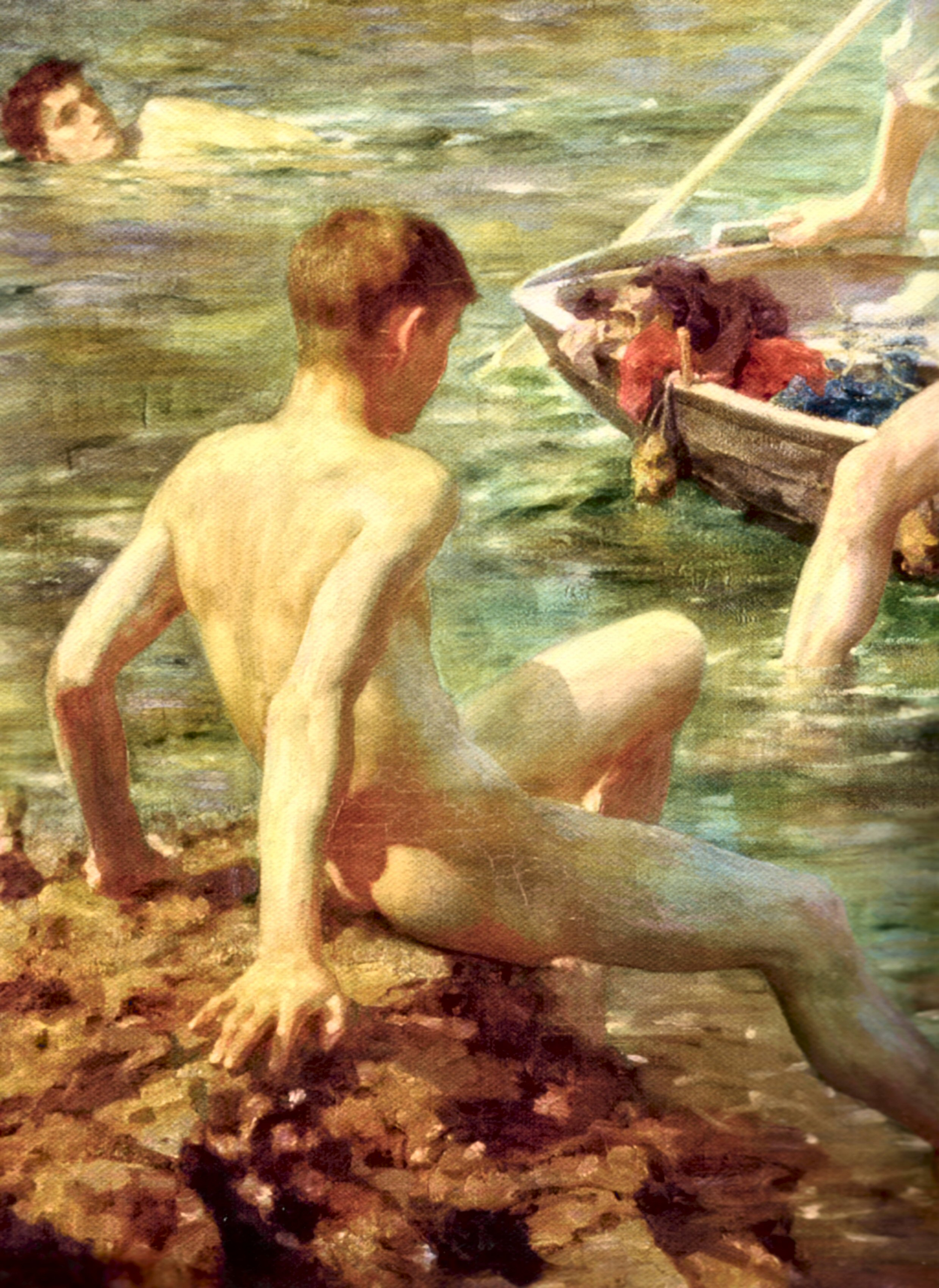
Um pormenor de "Ruby, gold and malachite, o modelo foi Charlie Mitchell (1885-1957). Mitchell foi barqueiro de Tuke durante 30 anos e no seu testamento, Tuke deixou-lhe 1.000 libras

Na parte final da vida, Tuke sofreu de problemas de saúde prolongados, morreu em Falmouth, em 1929, e foi enterrado num cemitério próximo da sua casa.  Tuke manteve um diário detalhado durante toda a sua vida, mas apenas dois volumes sobreviveram e foram publicados depois da sua morte.  Também tinha um registo de artista detalhado, que sobreviveu e tem foi publicado pela Royal Cornwall Polytechnic Society, em Falmouth.

## Legado
Após a sua morte, a sua reputação desvaneceu-se e a obra de Tuke manteve-se no esquecimento até à década de 1970, quando foi redescoberto pela primeira geração de artistas e colecionadores de arte gays. Tornou.se uma espécie de figura de culto nos círculos culturais gay, com a publicação de edições luxuosas dos seus quadros, e com as suas obras a obter preços altos em leilões.

## Comemoração
As salas de estudantes da residência da University College Falmouth têm o nome de Tuke, um tributo ao artista e ao residente famoso da cidade.  Na época em que foram construídas e dedicadas as salas, a escola era conhecida por Falmouth College of Arts.

## Exposições e publicações
No aniversário dos 150 anos do nascimento H. S. Tuke, realizaram-se três exposições do seu trabalho:
- 3 de maio a 12 de julho de 2008: Catching the light: the sunshine paintings of Henry Scott Tuke [20]
- 6 de setembro a 27 de setembro de 2008: Tall Ships.
- 10 de maio a 12 de julho de 2008: Catching the Light: a Retrospective of Henry Scott Tuke ", Royal Cornwall Museum, Truro
- 7 de junho a 12 de julho de 2008: A Hidden Treasure Revealed: A selection of the works on paper of Henry Scott Tuke from the Royal Cornwall Polytechnic Society,  no Royal Cornwall Museum, Truro.
- 21 de julho a 28 de agosto de 2008: Catching the Light: The Art of Henry Scott Tuke  na Fine Art Society, New Bond Street, Londres